# Xàbia
Xàbia (valenciai nyelven és hivatalosan; spanyolul Jávea) város Spanyolországban, Valencia autonóm közösség Alicante tartományában. Lakosainak száma 30 131 fő (2024). Xàbia Dénia, Benitachell / El Poble Nou de Benitatxell és Teulada községekkel határos.

## Testvértelepülések
- Palmela
- Thiviers

## Népesség
A település lakosságának változását az alábbi diagram mutatja:
| Lakosok száma | 24 645 | 26 649 | 29 279 | 31 593 | 32 469 | 29 067 | 27 225 | 27 604 | 27 983 | 30 131 |
|               | 2001   | 2004   | 2006   | 2009   | 2011   | 2014   | 2016   | 2019   | 2021   | 2024   |